# Vinylacetat
Vinylacetat er en organisk forbindelse med den kemiske formel CH3C(O)OCHCH2. Det er esteren af vinylalkohol og eddikesyre. Ved standardbetingelser er vinylacetat en farveløs væske med en stikkende lugt. Det anvendes som monomer i produktionen af polyvinylacetat, som er en vigtig industriel polymer.